# ماريون إي. وونغ
ماريون إي. وونغ (بالإنجليزية: Marion E. Wong)‏ هي منتجة أفلام وممثلة أمريكية، ولدت في 2 يناير 1895 في سان فرانسيسكو في الولايات المتحدة، وتوفيت في 1970 في ألاميدا في الولايات المتحدة.